# Бањи Стравињано (Перуђа)
Бањи Стравињано је насеље у Италији у округу Перуђа, региону Умбрија.
Према процени из 2011. у насељу је живело 21 становника. Насеље се налази на надморској висини од 661 м.